# Soudani (Niger)
Pour les articles homonymes, voir Soudani.
Le village de Soudani est une île située sur le fleuve Niger à environ 18 km de Tillabéry en amont du fleuve. Il fait partie du département de Tillabéri et de la région de Tilalbéri.

## Climat
La localité est dotée d'un climat désertique de type BWh selon la classification de Köppen. La température moyenne annuelle est de 29,5 °C. Il n'y a pas pratiquement pas de précipitations, de l'ordre de 346 mm par an.

## Population
Lors du recensement de 2012, la population insulaire est estimée à 1 875 habitants contre 2 372 lors du recensement précédent (2001).